# Emmanuel Gapyisi
Emmanuel Gapyisi, né le 15 juillet 1953 à Gikongoro et mort assassiné le 18 mai 1993 à Kigali, est un homme politique rwandais.
Ingénieur civil et économiste, Emmanuel Gapyisi se forge une expertise professionnelle dans le développement urbain et l’habitat. En 1981, il est nommé Secrétaire Général du Ministère des Travaux Publics et de l’Energie (MINITRAP) au Rwanda. Il exerce cette fonction pendant 5 ans et décide ensuite de poursuivre une carrière internationale, notamment en tant qu’expert des Nations unies.
Pendant ses études universitaires en Belgique, Emmanuel Gapyisi, fervent défenseur de la démocratie, s’oppose au régime du président Juvénal Habyarimana dès sa prise de pouvoir par le biais d'un coup d'État qui eut lieu le 5 juillet 1973.
En 1990, il participe à l’élaboration du « Manifeste pour le multipartisme et la démocratie », qu’il co-signe avec 32 autres intellectuels rwandais. L’an suivant, Emmanuel Gapyisi contribue à la fondation du parti Mouvement démocratique républicain (MDR) et devient rapidement un des principaux leaders politiques de l’opposition.
En avril 1993, Emmanuel Gapyisi créé un cercle de réflexion, le Forum « Paix et Démocratie », qui rassemble plusieurs dirigeants politiques opposés à la fois à une prise du pouvoir par la force et au maintien du pouvoir par les armes. Le 18 mai 1993, quelques semaines après qu’il a fondé le Forum « Paix et Démocratie », Emmanuel Gapyisi est assassiné par un commando qui l’attendait à l’entrée de sa résidence,. Ce courant politique proposé par le Forum finit par s’éteindre et une bipolarisation de la classe politique rwandaise devient inévitable. Bien que cet assassinat politique fasse partie des premiers faits majeurs de la tragédie rwandaise, une enquête judiciaire n’a à ce jour pu aboutir.

## Jeunesse et formation
Fils de Gamaliel Gapyisi et Emiliana Mushabali, Emmanuel Gapyisi est né le 15 juillet 1953 dans la préfecture de Gikongoro (Rwanda). Après avoir été scolarisé au collège Saint-André à Kigali, il poursuit ses études en Belgique à l’Université Libre de Bruxelles, où il obtient un diplôme d’ingénieur civil des constructions (1977) et une maîtrise en analyse et politique économique (1979).

## Vie de famille
Emmanuel Gapyisi a épousé Bernadette Mukamana, fille du président Grégoire Kayibanda. Le couple a eu trois enfants: Eric Ntwali Mandela (né à Kigali), Bélise Songa (né à Nairobi) et Bernard Ngenzi (né à Nairobi). En fonction des contrats de travail obtenus par Emmanuel, la vie de famille se passe principalement entre le Rwanda, le Kenya et la République de Guinée. À partir de juillet 1991, ils retournent vivre au Rwanda.

## Carrière professionnelle
En 1977, Emmanuel Gapyisi commence sa carrière professionnelle au centre de recherche routière à Bruxelles. Il y effectue une mission de recherche dans le but de mettre au point un programme d’enregistrement et de traitement des mesures sur l’uni des chaussées.
De retour au Rwanda en 1979, Emmanuel Gapyisi a d’abord travaillé dans une entreprise privée de construction. Puis, en 1980, il devient chargé de projet au BUNEP (Bureau National d’Etudes des Projets) et est ensuite nommé, en 1981, Secrétaire Général au Ministère des Travaux-Publics et de l’Energie (MINITRAP). Parallèlement à cette fonction, Emmanuel Gapyisi est chargé de cours à la Faculté des Sciences Economiques et Sociales de l’Université Nationale du Rwanda. En 1986, Emmanuel quitte sa fonction au MINITRAP et décide de poursuivre une carrière internationale.
De 1986 à 1993, en tant que consultant international, Emmanuel Gapyisi apporte son expertise technique dans les matières touchant à l’habitat, l’aménagement du territoire et le développement urbain. Il est dans un premier temps chargé de projets à Shelter Afrique (Nairobi, Kenya), puis expert des Nations unies en République de Guinée, et enfin consultant indépendant et président du Conseil d’Administration d’Africonsult (basé au Rwanda).

## Engagement politique

### Association Générale des Etudiants Rwandais
Durant ses études universitaires en Belgique (1971 – 1979), Emmanuel Gapysi s’engage activement dans l’Association Générale des Etudiants Rwandais (AGER), particulièrement dans la section Belgique, dont il assurera la présidence pendant quelques années. Cette association étant très critique vis-à-vis du régime du président Juvénal Habyarimana, de nombreux membres subissent des représailles. C’est dans ce contexte qu’Emmanuel se voit retirer sa bourse d’études. Toutefois, il reste très engagé sur les questions politiques et continue ses activités au sein de l’AGER.

### «Manifeste pour le Multipartisme et la Démocratie»
Au Rwanda, durant les années 80, Emmanuel et d’anciens amis de l’AGER ont continué discrètement à se rencontrer et à réfléchir sur le développement économique et politique du Rwanda.
En 1990, à la suite du sommet franco-africain de La Baule (en juin 1990), Emmanuel Gapyisi avec d’autres anciens membres de l’AGER, initient une note dénonçant le système du parti unique au Rwanda. Cette note visant à ouvrir le débat politique au pays par le biais du multipartisme sera soumise pour revu auprès d’autres personnes actives en politique. La version finale connue sous le nom de « Manifeste pour le Multipartisme et la Démocratie » a été signée par 33 personnes et publiée le 1er septembre 1990.

### Mouvement démocratique républicain
Pendant son séjour à l’étranger, au Kenya et en Guinée, Emmanuel maintient des échanges réguliers avec ses amis et acteurs du changement démocratique au pays.
C’est dans ce cadre qu’Emmanuel participe activement à la relance du Mouvement Démocratique Républicain (MDR) et sa rénovation. En effet, en mars 1991, Emmanuel fait partie du groupe d’opposants au régime qui publie un “ Appel pour la renaissance du Mouvement démocratique républicain ”. Après la promulgation de la nouvelle constitution, en juin 1991, qui autorisa la création de nouveaux partis politiques, le MDR sera parmi les premiers partis à voir le jour et à tenir leur premier congrès constitutif (juillet 1991).
Au sein du MDR, Emmanuel Gapyisi sera un leader d’envergure assurant la présidence de la commission politique au niveau national et représentant le parti dans sa préfecture d’origine, Gikongoro.

### Forum «Paix et Démocratie»
À la suite du non-respect du cessez-le-feu et du passage à l’attaque du FPR, plus d’un million de personnes sont forcées de fuir les offensives au nord du Rwanda, pour se retrouver dans des camps de déplacés tel que celui de Nyacyonga, situé à une quinzaine de kilomètres au nord de Kigali,.
Dans ce contexte de guerre, des clivages naissent dans les nouveaux partis, dont le Mouvement Démocratique Républicain , poussant les partisans à choisir un camp, à savoir : soit une alliance privilégiée avec la dictature en place du président Juvénal Habyarimana ou soit une alliance avec le FPR qui veut conquérir le pouvoir par les armes.
C’est ainsi qu’en mars 1993, Emmanuel lance le Forum « Paix et Démocratie », avec l’appui de plusieurs personnalités issus de différents partis.  En soit, ce Forum exprime une troisième voie indépendante qui ne nécessite aucune alliance de circonstance (c’est-à-dire ni avec le parti du Président Habyarimana, ni avec le FPR) . Le Forum vise à être un cadre de réflexion ouvert à toute personne qui soutient le processus de démocratisation (dans le cadre des négociations d’Arusha), le retour de la paix et la réconciliation nationale. 
Ce courant politique porté par Emmanuel séduit l’opinion et bouleverse les stratégies politiques, notamment sur le leadership à l’intérieur du MDR. Quelques semaines après le lancement du Forum « Paix et Démocratie », le 18 mai 1993, Emmanuel Gapyisi est assassiné.

## Assassinat
Au moment où le Forum « Paix et Démocratie » prend de l’essor, Emmanuel Gapyisi fut assassiné le 18 mai 1993 par un commando.  Malgré des suspicions portées simultanément sur le camp présidentiel, le FPR et des rivaux au sein de son parti, aucune enquête judiciaire n’a pu aboutir.